# Tomás Martínez Guerrero

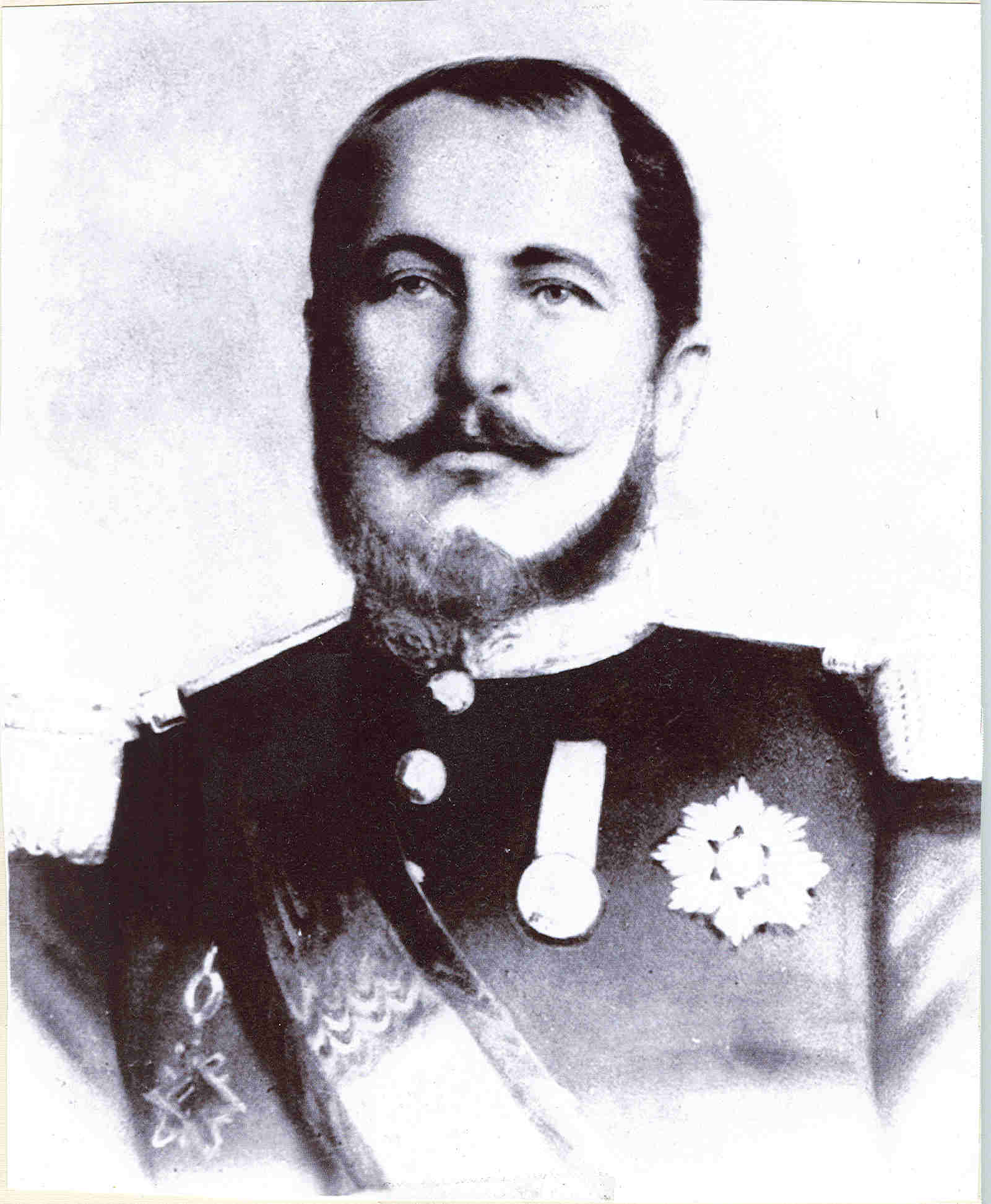
Tomás Martínez Guerrero

Tomás Martínez Guerrero (* 21. Dezember 1820 in Nagarote; † 12. März 1873 in León, Nicaragua) war von 1857 bis 1867 Präsident von Nicaragua.

## Leben
Tomás Martínez war Kaufmann. Als 1854 der Krieg zwischen der Partido Democrático (Liberal) und der Partido Legitimista (Conservador) begann, wurde er General der Armee der Partido Legitimista (Conservador). Nach der Niederlage der Filibustiere um William Walker (Söldner) 1857, war Martínez der mächtigste militärische Führer der Partido Legitimista.
Am 23. Januar 1857 vereinbarte Martínez mit Máximo Jerez Tellería von der Partido Democrático (Liberal) den Pacto Chanchagua. Es wurde festgelegt, dass vom 24. Juni 1857 bis zum 15. November 1857 Martínez und Jerez Tellería in einem Duumvir gemeinsam Präsident sein werden.
Am 9. August 1857 wurde Martínez zum Interimspräsidenten von der Verfassungsgebenden Versammlung, welche die Verfassung von 1858 gab, ernannt. Vom November 1857 bis 1. März 1859 war er Interimspräsident und von 1. März 1859 war er Präsidenten, entsprechend der Verfassung von 1858.
Am 15. April 1858, in seiner Amtszeit als Interimspräsident wurde mit Costa Rica der Tratado Cañas-Jerez unterzeichnet. Am 28. Mai 1858 erließ die Regierung von Tomás Martínez Guerrero besondere Privilegien für den Anbau von Kaffee. Durch seine Regierung wurde der Anbau von Kaffee und Baumwolle forciert.
Unter seiner Regierung wurden Brunnen im Departamento Masaya gebohrt.
Er widerstand dem Druck der US-Regierung einen Vertrag über einen zukünftigen Kanal zu unterzeichnen, sondern unterzeichnete stattdessen einen Vertrag mit Costa Rica.
welcher den Ausbau des Rio San Júan als Kanal zum Gegenstand hatte, welcher nicht realisiert wurde.
Er trat sein Amt als verfassungsmäßiger Präsident am 1. März 1859 an. In seiner Amtszeit wurden Diplomatische Beziehungen mit den Regierungen verschiedener europäischer Staaten einschließlich des heiligen Stuhls aufgenommen. Als Departamentos wurden aus der bestehenden Aufteilung ausgegliedert: Chinandega (Departamento) und Chontales. Unter seiner Herrschaft wurde der Hafen von Corinto gebaut.
Obwohl diese Verfassung ausdrücklich die Wiederwahl des Präsidenten verbot wurde er 1863 zu einer zweiten Amtszeit gewählt. Daraufhin gab es Aufstände von der Partido Democratico angeführt von Máximo Jerez und von der Partido Legitimista angeführt von Fernando Chamorro. Beide Aufstände wurden niedergeschlagen und er regierte die Amtszeit bis 1867.
- Tomás Martínez Guerrero war mit Gertrudis Solórzano Zavala verheiratet, der Tochter von Francisco Solórzano Montealegre und Frau Felipa Zavala Uscola, väterlichen Enkelin Solórzano Vicente Pérez de Miranda und Frau Gertrudis Montealegre Romero, und Nichte von Ramón Solórzano Montealegre.
  - Ramón Solórzano Montealegre hatte mit seiner ersten Frau Juana Reyes Robira einen Sohn mit dem Namen Federico Solórzano Reyes. Federico Solórzano Reyes war mit Johanna Gutiérrez verheiratet ihr Sohn war José Carlos Solórzano Gutiérrez.
  - Ramón Solórzano Montealegre hatte mit seiner zweiten Frau Mónica Cardoze einen Sohn mit dem Namen Enrique Solórzano Cardoze, dieser war verheiratet mit Luz Vasconcelos die Tochter der beiden Marina Solórzano Vasconcelos, heiratete Fernando Abaunza Cuadra ihre Tochter war Esmeralda Abaunza Solórzano, verheiratet, die ihre erste Cousin Alejandro Abaunza Espinoza, Sohn von Carlos Abaunza Cuadra und Frau Dolores Espinoza und hatte Lila T. Abaunza, verheiratet mit José Enrique Bolaños Geyer.
- Tomás Martínez Guerrero war verheiratet mit Gertrudis Solórzano Zavala die beiden hatten eine Tochter Gertrudis Martínez Solórzano, war verheiratet mit Adán Cárdenas del Castillo.